# Condylostylus electus
Condylostylus electus är en tvåvingeart som först beskrevs av Walker 1852.  Condylostylus electus ingår i släktet Condylostylus och familjen styltflugor. Inga underarter finns listade i Catalogue of Life.